# آدم يوهان فون كروسنسترن
آدم يوهان فون كروسنسترن (10 أكتوبر 1770 – 12 أغسطس 1846) كان أدميرالًا ومستكشفًا من الألمان البلطيقيين، قاد أول طواف بحري روسي حول العالم.

## حياته
ولد كروسنسترن في هاغودي، مقاطعة هايرو، محافظة إستونيا، في الإمبراطورية الروسية لعائلة ألمانية من البلطيق تنحدر من عائلة فون كروسنستيرنا الأرستقراطية السويدية، التي بقيت في المقاطعة بعد التنازل عن البلاد لروسيا. في عام 1787، انضم إلى البحرية الإمبراطورية الروسية، وخدم في الحرب ضد السويد.  بعد ذلك خدم في البحرية الملكية بين عامي 1793 و 1799، وزار أمريكا والهند والصين.
بعد نشر ورقة توضح مزايا الاتصال المباشر عن طريق البحر بين روسيا والصين من خلال المرور بكيب هورن في الطرف الجنوبي لأمريكا الجنوبية ورأس الرجاء الصالح في طرف جنوب إفريقيا، عُين من قبل القيصر ألكسندر الأول للقيام برحلة إلى الساحل الشرقي الأقصى لآسيا لمحاولة تنفيذ المشروع.  تحت رعاية ألكسندر، والكونت نيكولاي بتروفيتش روميانتسيف، والشركة الروسية الأمريكية، قاد كروسنسترن أول رحلة إبحار روسية حول العالم. كان الهدف الرئيسي لهذا المشروع هو تطوير تجارة الفراء مع أمريكا الروسية (ألاسكا). كانت الأهداف الأخرى للبعثة المكونة من سفينتين هي إقامة تجارة مع الصين واليابان، وتسهيل التجارة في أمريكا الجنوبية، وفحص ساحل كاليفورنيا في غرب أمريكا الشمالية بحثًا عن مستعمرة محتملة.
أبحرت السفينتان، نيديزدا (هوب، سابقًا السفينة التجارية البريطانية ليندر) تحت قيادة كروسنسترن، ونيفا (سابقًا السفينة التجارية البريطاني التايمز) تحت قيادة النقيب الملازم يوري إف ليسيانسكي، من كرنشتات في أغسطس 1803، ودار من كايب هورن في أمريكا الجنوبية إلى شمال المحيط الهادئ، وعاد عبر رأس الرجاء الصالح في جنوب إفريقيا. عاد كروسنسترن إلى كرنشتات في أغسطس 1806. جهز كلا البحارين خرائط وتسجيلات مفصلة لرحلاتهم.
عند عودته، كتب كروسنسترن تقريرًا مفصلًا بعنوان رحلة حول العالم في الأعوام 1803 و 1804 و 1805 و 1806 بقيادة صاحب الجلالة الإمبراطوري ألكسندر الأول في سفينتي نيديزدا ونيفا، نُشرت في سانت بطرسبرغ عام 1810. ونُشر العمل في 1811-1812 في برلين. أعقب ذلك ترجمة باللغة الإنجليزية، نُشر التقرير في لندن عام 1813 وبعد ذلك بترجمات فرنسية، وهولندية، ودنماركية، وسويدية، وإيطالية.  نُشر عمله العلمي، الذي يتضمن خرائطًا للمحيط الهادئ، في عام 1827 في سانت بطرسبرغ.
جعلت اكتشافات كروسنسترن الجغرافية رحلته مهمة جدًا لتقدم العلوم الجغرافية. أكسبه عمله عضوية فخرية في الأكاديمية الروسية للعلوم. في عام 1816، انتُخب ليكون عضوًا أجنبيًا في الأكاديمية الملكية السويدية للعلوم.
كمدير للمدرسة البحرية الروسية، قام كروسنسترن بالكثير من العمل المفيد. كما كان عضوًا في اللجنة العلمية للقسم البحري، واعتُمدت وسائله في مواجهة تأثير الحديد في السفن على البوصلة في البحرية. أصبح كروسنسترن أميرالًا في عام 1841 وحصل على وسام الاستحقاق (الطبقة المدنية) عام 1842. وتوفي عام 1846 في قصر كيلتسي، وهو قصر إستوني اشتراه عام 1816، ودُفن في كاتدرائية تالين.